# Jesmar
Jesmar est une ancienne entreprise espagnole spécialisée dans la distribution et la fabrication de jouets et poupées de 1946 à 2005.  
Son nom est un acronyme des prénoms des fondateurs : Jesús Juan et María Pérez. Tout au long de son histoire, elle s'est distinguée par la création de poupées comme Cocolín, Mateo ou Miryam ainsi que pour ses campagnes publicitaires basées sur le slogan « Jesmar pour s'amuser ».  
À la suite de nombreux problèmes économiques et de gestion, sa liquidation judiciaire est prononcée en 2005.  
Elle devient par la suite l'une des marques de la société Muñecas Falca. 